# Литвиненково
Литвине́нково (до 1945 года  Кентуга́й, Кен-Тога́й; укр. Литвиненкове, крымскотат. Keñ Toğay, Кенъ Тогъай) — село в Белогорском районе Республики Крым, входит в состав Зуйского сельского поселения (согласно административно-территориальному делению Украины — Зуйского поселкового совета Автономной Республики Крым).

## Население
| 2001 | 2014  |
| ---- | ----- |
| 1451 | ↘1439 |

Всеукраинская перепись 2001 года показала следующее распределение по носителям языка
| Язык             | Процент |
| ---------------- | ------- |
| русский          | 53      |
| крымскотатарский | 32.39   |
| украинский       | 7.31    |
| другие           | 0.35    |

### Динамика численности
| - 1805 год — 222 чел. - 1864 год — 38 чел. - 1889 год — 42 чел. - 1892 год — 73 чел. - 1902 год — 76 чел. - 1911 год — 166 чел. - 1915 год — 83/62 чел. | - 1926 год — 209 чел. - 1939 год — 360 чел. - 1989 год — 1208 чел. - 2001 год — 1451 чел. - 2009 год — 1756 чел. - 2014 год — 1451 чел. |

## Современное состояние
На 2017 год в Литвиненково числится 12 улиц и 1 переулок; на 2009 год, по данным поссовета, село занимало площадь 182,8 гектара на которой, в 435 дворах, проживало 1756 человек. В селе действуют средняя общеобразовательная школа, библиотека-филиал № 10, амбулатория общей практики семейной медицины, отделение Почты России. Литвиненково связано автобусным сообщением с Симферополем и соседними населёнными пунктами.

## География
Литвиненково расположено на северо-западе района, на северной окраине Внешней гряды Крымских гор, в 1,5 км к северу от шоссе Симферополь — Феодосия. Село находится на левом берегу реки Зуя в среднем течении, высота центра села над уровнем моря — 219 м. Ближайшие сёла: Зуя — в 1,5 км выше по долине и Владимировка — менее 1 км ниже. Расстояние до райцентра — около 27 километров (по шоссе), до ближайшей железнодорожной станции Симферополь примерно 24 километров. Транспортное сообщение осуществляется по региональной автодороге 35Н-111 Анновка — Зуя (по украинской классификации — С-0-10335).

## История
Первое документальное упоминание села встречается в Камеральном Описании Крыма… 1784 года, судя по которому, в последний период Крымского ханства Кен Тогай входил в Зуинский кадылык Акмечетского каймаканства. После присоединения Крыма к России (8) 19 апреля 1783 года, (8) 19 февраля 1784 года, именным указом Екатерины II сенату, на территории бывшего Крымского Ханства была образована Таврическая область и деревня была приписана к Симферопольскому уезду. После Павловских реформ, с 1796 по 1802 год, входила в Акмечетский уезд Новороссийской губернии. По новому административному делению, после создания 8 (20) октября 1802 года Таврической губернии, Кентогай был включён в состав Кадыкойскои волости Симферопольского уезда.
По Ведомости о всех селениях в Симферопольском уезде состоящих с показанием в которой волости сколько числом дворов и душ… от 9 октября 1805 года, в деревне Кентогай числился 21 двор и 222 жителя, исключительно крымские татары. На военно-топографической карте генерал-майора Мухина 1817 года в Кентугае обозначено 15 дворов. После реформы волостного деления 1829 года деревню Кентогай, согласно «Ведомости о казённых волостях Таврической губернии 1829 года», переподчинили из Кадыкойской волости в Айтуганскую. На карте 1836 года в деревне 23 двора, как и на карте 1842 года.
В 1860-х годах, после земской реформы Александра II, деревню приписали к Зуйской волости. В «Списке населённых мест Таврической губернии по сведениям 1864 года», составленном по результатам VIII ревизии 1864 года, Кентогай — владельческая русская деревня с 8 дворами, 38 жителями, но ещё с мечетью при речке Зуе (на трёхверстовой карте Шуберта 1865—1876 года в деревне Кентогай обозначено 15 дворов). В 1880 году немецкими колонистами — лютеранами на 1850 десятинах земли было основано (вернее, возрождено) село Кентугай. В «Памятной книге Таврической губернии 1889 года» по результатам Х ревизии 1887 года записан Кентогай с 7 дворами и 42 жителями.
После земской реформы 1890 года, Кентугай отнесли к Табулдинской волости. Согласно «…Памятной книжке Таврической губернии на 1892 год», в деревне Кентугай, входившей в Алексеевское сельское общество, числилось 73 жителя в 17 домохозяйствах, все безземельные. По «…Памятной книжке Таврической губернии на 1902 год» в деревне Кентугай, входившей в Алексеевское сельское общество, числилось 76 жителей в 10 домохозяйствах. На 1911 год в нём проживало 166 человек. По Статистическому справочнику Таврической губернии. Ч.II-я. Статистический очерк, выпуск шестой Симферопольский уезд, 1915 год, в деревне Кентугай Табулдинской волости Симферопольского уезда числилось 12 дворов со смешанным населением в количестве 83 человек приписных жителей и 62 — «посторонних», из которых 76 мужчин и 69 женщин. Жители владели 1850 десятинами удобной земли. В хозяйствах имелось 201 лошадь, 184 вола, 50 коров и 475 голов мелкого скота.
После установления в Крыму Советской власти, по постановлению Крымревкома от 8 января 1921 года была упразднена волостная система и село включили в состав вновь созданного Сарабузского района Симферопольского уезда, а в 1922 году уезды получили название округов. 11 октября 1923 года, согласно постановлению ВЦИК, в административное деление Крымской АССР были внесены изменения, в результате которых был ликвидирован Сарабузский район и образован Симферопольский и село включили в его состав. Согласно Списку населённых пунктов Крымской АССР по Всесоюзной переписи 17 декабря 1926 года, в селе Кентугай, Осминского сельсовета Симферопольского района, числилось 39 дворов, из них 32 крестьянских, население составляло 209 человек, из них 180 русских, 18 армян, 11 немцев и 2-е татар. Постановлением ВЦИК от 10 июня 1937 года был образован новый, Зуйский район, в который вошло село, видимо, тогда же Кентугай был определён центром сельсовета, коим оставался до начала 1960-х годов. По данным всесоюзной переписи населения 1939 года в селе проживало 360 человек.
В 1944 году, после освобождения Крыма от фашистов, 12 августа 1944 года было принято постановление № ГОКО-6372с «О переселении колхозников в районы Крыма» и в сентябре 1944 года в район приехали первые новоселы (212 семей) из Ростовской, Киевской и Тамбовской областей, а в начале 1950-х годов последовала вторая волна переселенцев из различных областей Украины.
Указом Президиума Верховного Совета РСФСР от 21 августа 1945 года Кентугай переименовали в Литвиненково и, соответственно, Кентугайский сельсовет — в Литвиненковский. С 25 июня 1946 года Литвиненково в составе Крымской области РСФСР, а 26 апреля 1954 года Крымская область была передана из состава РСФСР в состав УССР.
После ликвидации в 1959 году Зуйского района, село включили в состав Симферопольского. Указом Президиума Верховного Совета УССР «Об укрупнении сельских районов Крымской области», от 30 декабря 1962 года Симферопольский район был упразднён и село присоединили к Белогорскому. Время ликвидации сельсовета пока не установлено, известно, что на 1968 год село уже входило в состав Зуйского поссовета. По данным переписи 1989 года в селе проживало 1208 человек. С 12 февраля 1991 года село в восстановленной Крымской АССР, 26 февраля 1992 года переименованной в Автономную Республику Крым. С 21 марта 2014 года в составе Крыма аннексировано Россией.